# Le Haut-Corlay
Le Haut-Corlay [lə o kɔʁlɛ] est une commune française située dans le département des Côtes-d'Armor, en région Bretagne.

## Géographie

### Localisation
Le Haut-Corlay est une commune située à l'ouest de Quintin et juste au nord de Corlay.
La commune fait partie par ses traditions de la Basse-Bretagne et plus localement du pays Fañch.

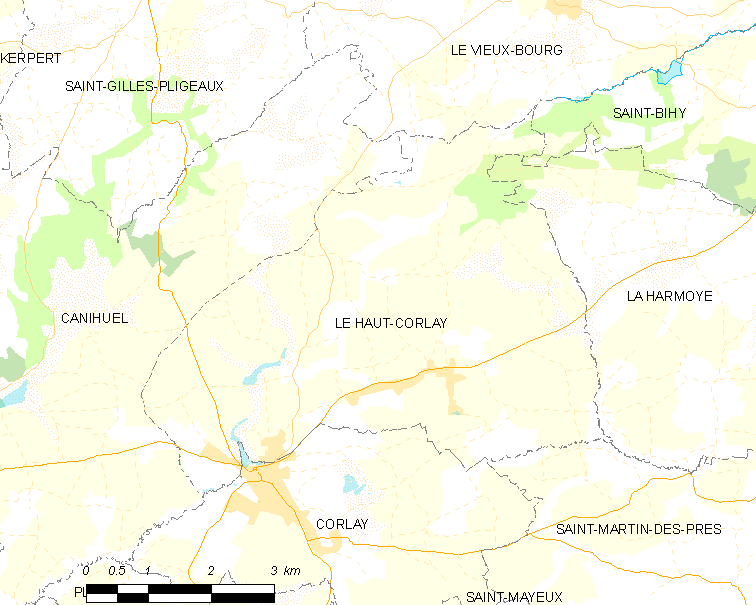
Carte simplifiée de la commune du Haut-Corlay.

|          | Le Vieux-Bourg | Saint-Bihy            |
| Canihuel | Haut-Corlay    | La Harmoye            |
|          | Corlay         | Saint-Martin-des-Prés |

### Géologie et relief
Le bourg du Haut-Corlay est situé au sud-ouest du territoire communal. Il fait face au bourg de Corlay dont il est séparé par la rivière de Corlay et un étang. La commune présente un relief avec de forts dénivelés. Les hauteurs de la cime de Kerchouan, au nord-est de la commune, à la limite avec celle de La Harmoye, culminent à une altitude de 318 mètres. Elles bordent le massif granitique de Quintin. Ce site élevé a été choisi pour y implanter un des premiers parcs éoliens de Bretagne. Il comporte 6 hélices de 64 mètres de haut. Le parc a été mis en service en 2005.
| - Carte topographique de la commune du Haut-Corlay. |

La « Cîme de Kerchouan-Bois de Guercy », constituée de landes, d'espaces tourbeux (tourbière de la Ville-Jouan) et de bois constitués de sapinières situés sur le même substrat géologique de grès - quartzites et schistes métamorphisés est une ZNIEFF.

### Hydrographie
Pour un article plus général, voir Réseau hydrographique des Côtes-d'Armor.
La commune est située dans le bassin Loire-Bretagne. Elle est drainée par le Gouët, l'Oust, le Corlay et divers autres petits cours d'eau,. La cime de Kerchouan marque le point haut de la ligne de partage des eaux entre la Manche et l'océan Atlantique, à savoir que le Gouët s"écoule vers le nord et se jette dans la Manche et l'Oust rejoint l’Atlantique en sud Bretagne.
Le Gouët, d'une longueur de 47 km, prend sa source dans la commune  et se jette  dans la baie de Saint-Brieuc en limite de Plérin et de Saint-Brieuc, après avoir traversé 16 communes. 
L'Oust prend sa source au nord-est de la commune, à la limite avec La Harmoye, juste au sud de la cime de Kerchouan. D'une longueur de 145 km, il se jette  dans la Vilaine à Rieux, après avoir traversé 46 communes.  Les caractéristiques hydrologiques de l'Oust sont données par la station hydrologique située sur la commune de Saint-Martin-des-Prés. Le débit moyen mensuel est de 0,376 m3/s. Le débit moyen journalier maximum est de 9,22 m3/s, atteint lors de la crue du 18 décembre 1981. Le débit instantané maximal est quant à lui de 14,8 m3/s, atteint le 17 octobre 1981.
Le Corlay, d'une longueur de 17 km, prend sa source dans la commune  et se jette  dans le Sulon à Saint-Nicolas-du-Pélem, après avoir traversé six communes. 
Deux plans d'eau complètent le réseau hydrographique : l'étang de la Rivière (5,99 ha) et l'étang de Toul Sparlo (1,53 ha),.

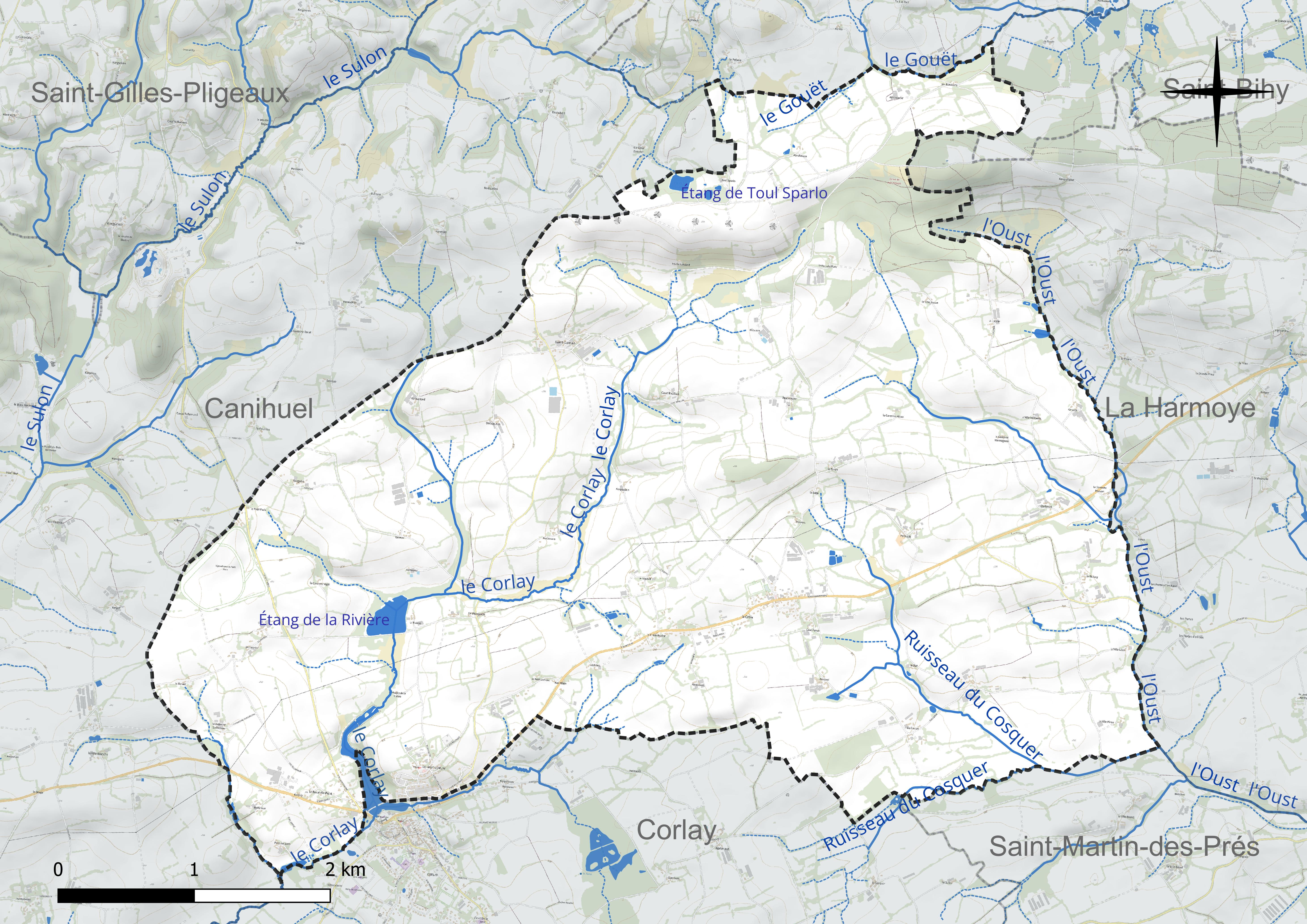
Réseau hydrographique du Haut-Corlay.

### Transports
La commune est traversée d’est en ouest par la route départementale D 790 (ancienne route nationale 790).

### Climat
Pour des articles plus généraux, voir Climat de la Bretagne et Climat des Côtes-d'Armor.
En 2010, le climat de la commune est de type climat océanique franc, selon une étude du Centre national de la recherche scientifique s'appuyant sur une série de données couvrant la période 1971-2000. En 2020, Météo-France publie une typologie des climats de la France métropolitaine dans laquelle la commune est exposée à un climat océanique et est dans la région climatique  Finistère nord, caractérisée par une pluviométrie élevée, des températures douces en hiver (6 °C), fraîches en été et des vents forts. Parallèlement l'observatoire de l'environnement en Bretagne publie en 2020 un zonage climatique de la région Bretagne, s'appuyant sur des données de Météo-France de 2009. La commune est, selon ce zonage, dans la zone « Intérieur », exposée à un climat médian, à dominante océanique.  
Pour la période 1971-2000, la température annuelle moyenne est de 11,2 °C, avec une amplitude thermique annuelle de 11,6 °C. Le cumul annuel moyen de précipitations est de 971 mm, avec 14,7 jours de précipitations en janvier et 7,5 jours en juillet. Pour la période 1991-2020, la température moyenne annuelle observée sur la station météorologique la plus proche, située sur la commune de Kerpert à 8 km à vol d'oiseau, est de 10,8 °C et le cumul annuel moyen de précipitations est de 1 088,9 mm,. Pour l'avenir, les paramètres climatiques de la commune estimés pour 2050 selon différents scénarios d'émission de gaz à effet de serre sont consultables sur un site dédié publié par Météo-France en novembre 2022.

## Urbanisme

### Typologie
Au 1er janvier 2024, Le Haut-Corlay est catégorisée commune rurale à habitat dispersé, selon la nouvelle grille communale de densité à 7 niveaux définie par l'Insee en 2022.
Elle est située hors unité urbaine et hors attraction des villes,.

### Occupation des sols
L'occupation des sols de la commune, telle qu'elle ressort de la base de données européenne d’occupation biophysique des sols Corine Land Cover (CLC), est marquée par l'importance des territoires agricoles (93,8 % en 2018), une proportion sensiblement équivalente à celle de 1990 (94,3 %). La répartition détaillée en 2018 est la suivante :
terres arables (72,4 %), prairies (13,1 %), zones agricoles hétérogènes (8,3 %), zones urbanisées (3,2 %), forêts (3 %). L'évolution de l’occupation des sols de la commune et de ses infrastructures peut être observée sur les différentes représentations cartographiques du territoire : la carte de Cassini (XVIIIe siècle), la carte d'état-major (1820-1866) et les cartes ou photos aériennes de l'IGN pour la période actuelle (1950 à aujourd'hui).

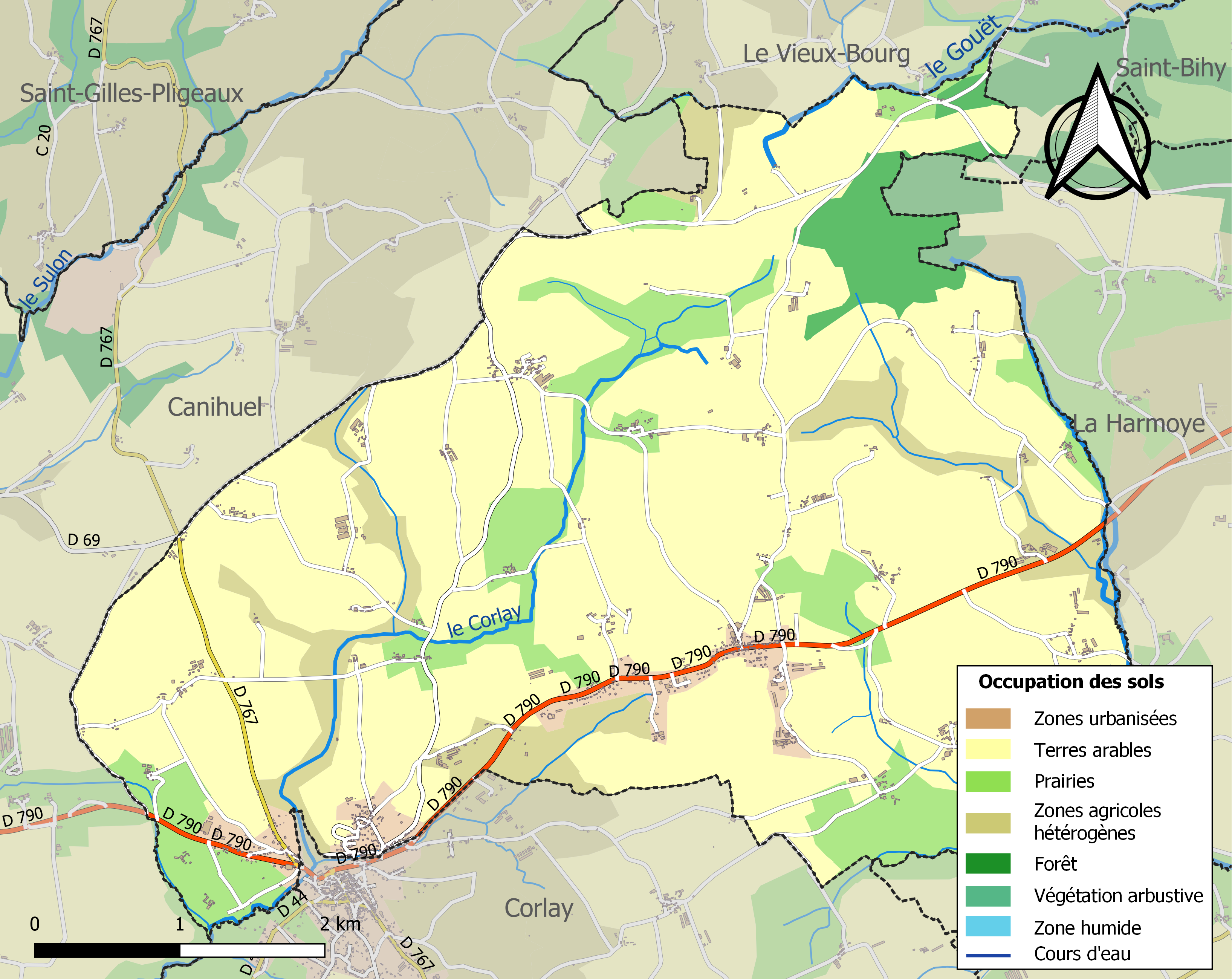
Carte des infrastructures et de l'occupation des sols de la commune en 2018 (CLC).

## Toponymie
Le nom de la localité est attesté sous les formes Corle en 1169, 1170 et en 1190, ecclesia de Veteri Corle en 1247, Vetus Corle en 1368 et en 1405, Hault Corle en 1468, 1473 et en 1480, Vetus Corlay en 1516, Hault Corlay en 1536.
Le Haut-Corlay vient du breton Koz-Korle (« Vieux-Corlay »).

Le nom de la commune en breton est Ar Gozh-Korle ce qui signifie « le vieux corlay ».

## Histoire

### Préhistoire et Antiquité
La Cime de Kerchouan était le point de jonction des frontières des tribus gauloises des Coriosolites, des Osismes et Vénètes, à proximité des sources de l'Oust et du Gouët ; le monument du Tertre-aux-Coulombs dans le bourg, symbolise cette frontière et serait le plus ancien monument armoricain. Du nord de cette éminence « le regard embrasse un horizon extrêmement étendu, et il n'est donc pas étonnant que, dès l'époque gauloise, puis à l'époque romaine, des postes d'observation et des garnisons de protection aient été établies à proximité », par exemple les enceintes fortifiées circulaires de Coz-Castel et Motten-Chastel sur la commune du Vieux-Bourg, et du Tertre-aux-Coulombs, de la Ville-Jouan (à 300 mètres au nord de ce hameau) et du sommet de la cime de Kerchouan pour celle du Haut-Corlay
La voie romaine de Vorgium (Carhaix) à Corseul passait sous le Tertre-aux-Coulombs avant de monter vers la cîme de Kerchouan.

### Moyen Âge
La paroisse du Haut-Corlay est issue du démembrement de l'ancienne paroisse de l'Armorique primitive de Corlay.
Plusieurs maisons nobles et manoirs existaient au Haut-Corlay :  Bellevue, Bocozel, le Boissy, Kerdanio, Kerniquet, Kernonain, Kerroignant, Kervers, Portz-Jacques, la Rivière et la Ville-Jouan. Les seigneurs de Bocozel (« le manoir de Bocozel était le plus ancien manoir du Haut-Corlay » ont écrit en 1843 A. Marteville et P. Varin, qui ajoutent qu'il était alors ruiné et remplacé par une construction récente), dénommés de Kergorlay ou de Guergorlay, jouissaient de prééminences et enfeux dans l'église de Haut-Corlay et, à titre de fondateurs, dans la chapelle de la Croix. En 1601 Catherine de Kergorlay apporta en dot lors de son mariage à son époux Abel Gouyquet [Gouicquet] la terre et le manoir de Bocozel.

### Temps modernes

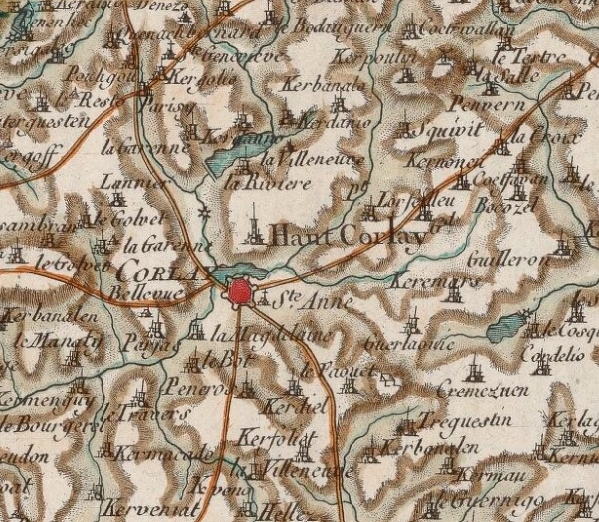
Carte de Cassini de la région du Haut-Corlay (1787).

La chapelle Saint-Maudez, où chapelle de la Croix, fut construite en 1715 par Sébastien Gouicquet, sieur de Bocozel ; il y fut inhumé lors de sa mort survenue en 1720 comme en témoigne une inscription latine située sur son enfeu.
En 1764 l'église paroissiale, sous le vocable d'église Notre-Dame-et-Sainte-Philomène, est détruite par un incendie ; elle est restaurée et bénie le 12 juin 1765 par Mgr Farcy de Cuillé, évêque de Cornouaille.
Jean-Baptiste Ogée décrit ainsi Le Haut-Corlay en 1778 :

« Haut-Corlai ; sur une hauteur, proche de la route de Pontivi à Guingamp ; à 18 lieues deux-tiers à l'Est-Nord-Est de Quimper, son évêché ; à 22 lieues de Rennes, et à un tiers de lieue de Corlai, sa subdélégation. Cette paroisse est très ancienne ; elle ressortit au siège royal de Saint-Brieuc, et compte, y compris ceux de Saint-Bihi, sa trève, 1 450 communiants. La cure est à l'alternative. Son territoire est couvert de montagnes incultes, au pied desquelles sont des terres en labeur. On y connoît la maison noble de Grand-Isle, dont jouissent depuis plusieurs siècles les seigneurs de Pourmic. »

### LeXIXesiècle
A. Marteville et P. Varin, continuateurs d'Ogée, décrivent ainsi Le Haut-Corlay en 1843 :

« Haut-Corlay (le) : (sous l'invocation de la Vierge et de sainte Philomène) ; commune formée de l'ancienne paroisse de ce nom, moins son ancienne trève Saint-Bily, devenue commune ; aujourd'hui succursale. (...)  Principaux villages : la Ville-Jouen, Kerven, la Ville-Herbelot, Quillaron, Roscaradec, le Tertre, Pennvers, Persucat, le Boissi, la Ville-Léon, Kerbrès, le Bot, Guilleron, Bocozel, Coët-Favant, la Croix, Lorfillès, Squivit, Kerbénalo, Kerpoulain, Coat-Rivoallan, Saint-Damant, Kerbastard, Kergolio, La Ville Neuve, la Rivière, Lannier, Garenne Guillosso, Belle-Vue, Pont-Jacques. Superficie totale 2 563 hectares, dont (...)  terres labourables 1 527 ha, prés et pâturages 294 ha, bois 57 ha, vergers et jardins 40 ha, landes et incultes 543 ha, étangs 6 ha (...). Moulins : 6 (Percé, Quillaron, Kerdano, de Ville-Neuve, de la Rivière ; à eau). L'église du Haut-Corlay est fort ancienne (...). Il y avait en outre les chapelles de Notre-Dame-des-Anges, de Saint-Jacques, de la Croix et de Sainte-Geneviève ; ces deux dernières sont encore desservies. (...) Deux routes traversent cette commune : l'une est celle de Guingamp à Corlay, elle passe dans la partie sud-ouest ; l'autre est celle de Quintin à Corlay, elle passe dans la partie sud. Géologie : schiste argileux ; minerai de fer. On parle le breton. »

En 1862,le Haut-Corlay était réunie à Corlay pour l'école des garçons, mais l'école mixte de la Croix accueillait 7 élèves. Joachim Gaultier du Mottay écrit que « le territoire est très élevé, accidenté, assez bien boisé et planté de pommiers », que « les terres sont légères, mais assez fertiles ». Le même auteur écrit qu'en 1851, du Bois de la Hue-au-Gal, bois très fréquenté par les loups, sortit « un loup enragé qui, dans l'espace de quelques heures, parcourut diverses communes et mordit quarante-six personnes et 90 animaux ».

### LeXXesiècle

#### La Première Guerre mondiale
Le monument aux morts du Haut-Corlay porte les noms de 50 soldats morts pour la Patrie pendant la Première Guerre mondiale.

#### L'Entre-deux-guerres

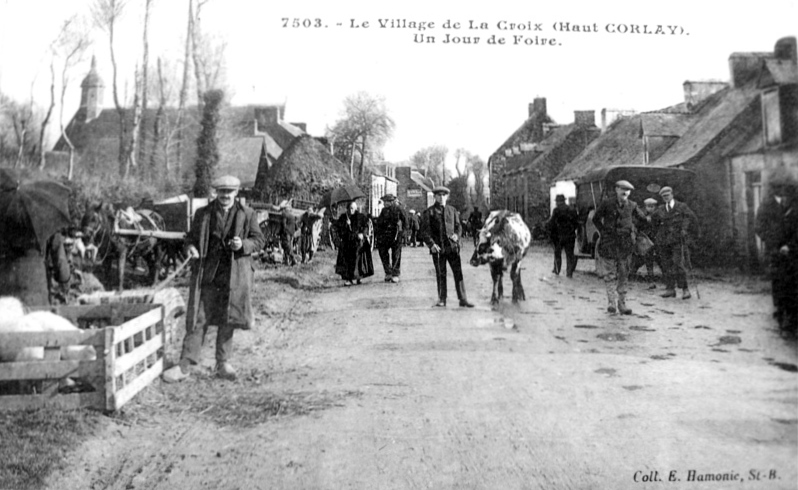
Le Haut-Corlay : le village de la Croix un jour de foire (carte postale Émile Hamonic, début XXe siècle).

#### La Seconde Guerre mondiale
Début 1944, la « brigade spéciale » créée par Louis Pichouron, dirigeant FTP, pourchassée par le lieutenant Flambard, se réfugia sur la cime de Kerchouan près du Haut-Corlay. Le 1er mars 1944, maquisards et gendarmes s'affrontent à Saint-Caradec ; plusieurs résistants sont arrêtés dont Georges Ollitrault, Roger Cadec, Raymond Pédrono, Marcel Le Hellaye, Louis Winter, Marcel Divenah, les quatre derniers cités étant morts en déportation.
Le monument aux morts du Haut-Corlay porte les noms de 14 personnes mortes pour la France pendant la Seconde Guerre mondiale.

## Politique et administration
| Période                                  | Période                   | Identité                                            | Étiquette | Qualité                                                                          |
| ---------------------------------------- | ------------------------- | --------------------------------------------------- | --------- | -------------------------------------------------------------------------------- |
| 1790                                     | 1798                      | Jacques Le Bail                                     |           | Laboureur.                                                                       |
| 1798                                     | 1805                      | Mathurin Bogard                                     |           |                                                                                  |
| 1805                                     | 1816                      | Louis Cansot                                        |           | Cultivateur.                                                                     |
| 1816                                     | 1825                      | François Marie de Quelen                            |           | Seigneur de la Villeglé.                                                         |
| 1825                                     | 1830                      | Maurice Le Breton                                   |           |                                                                                  |
| 1832                                     | 1835                      | Charles Jouan                                       |           | Boulanger.                                                                       |
| 1835                                     | 1846                      | Maurice Le Breton                                   |           | Déjà maire entre 1825 et 1830.                                                   |
| 1846                                     | 1875                      | René Guillermo                                      |           | Cultivateur.                                                                     |
| 1875                                     | 1881                      | François Rolland                                    |           |                                                                                  |
| 1882                                     | 1882                      | Gilles Jégou                                        |           |                                                                                  |
| 1883                                     | 1884                      | Jean-Marie Le Breton                                |           | Fils de Maurice Le Breton, maire entre 1825 et 1830 ainsi qu'entre 1835 et 1846. |
| 1884                                     | 1888                      | Guillaume Hervé                                     |           | Cultivateur.                                                                     |
| 1888                                     | 1898                      | Gustave Fraval                                      |           |                                                                                  |
| 1898                                     | 1901                      | Jean-Marie Le Breton                                |           | Déjà maire en 1883-1884.                                                         |
| 1901                                     | 1920                      | Augustin Fraboulet                                  |           | Laboureur.                                                                       |
| 1920                                     |                           | Isidore Beaudoin                                    |           | Agriculteur.                                                                     |
|                                          |                           |                                                     |           |                                                                                  |
| mars 1965                                | mars 1983                 | Denis Charles                                       |           |                                                                                  |
| mars 1983                                | janvier 2006              | René Allo                                           |           |                                                                                  |
| janvier 2006                             | mars 2008                 | Jean-Claude Robin                                   |           |                                                                                  |
| mars 2008                                | mars 2014                 | Joëlle Le Breton                                    | SE        | Agricultrice                                                                     |
| mars 2014                                | En cours (au 23 mai 2020) | Jean-Pierre Le Bihan Réélu pour le mandat 2020-2026 | DVG       | Agriculteur retraité                                                             |
| Les données manquantes sont à compléter. |                           |                                                     |           |                                                                                  |

## Démographie
| 1793  | 1800  | 1806  | 1821  | 1831  | 1836  | 1841  | 1846  | 1851  |
| ----- | ----- | ----- | ----- | ----- | ----- | ----- | ----- | ----- |
| 1 306 | 1 255 | 1 150 | 1 103 | 1 108 | 1 233 | 1 202 | 1 131 | 1 152 |

| 1856  | 1861  | 1866  | 1872  | 1876  | 1881 | 1886  | 1891  | 1896  |
| ----- | ----- | ----- | ----- | ----- | ---- | ----- | ----- | ----- |
| 1 121 | 1 061 | 1 075 | 1 082 | 1 081 | 977  | 1 135 | 1 110 | 1 042 |

| 1901  | 1906  | 1911 | 1921 | 1926 | 1931 | 1936 | 1946 | 1954 |
| ----- | ----- | ---- | ---- | ---- | ---- | ---- | ---- | ---- |
| 1 019 | 1 117 | 974  | 909  | 913  | 924  | 883  | 775  | 715  |

| 1962 | 1968 | 1975 | 1982 | 1990 | 1999 | 2006 | 2008 | 2013 |
| ---- | ---- | ---- | ---- | ---- | ---- | ---- | ---- | ---- |
| 791  | 851  | 785  | 751  | 734  | 714  | 707  | 705  | 689  |

| 2018 | 2022 | - | - | - | - | - | - | - |
| ---- | ---- | - | - | - | - | - | - | - |
| 646  | 650  | - | - | - | - | - | - | - |

## Culture locale et patrimoine

### Lieux et monuments
La commune compte un monument historique protégé : 
- la croix du XVIe siècle située sur la route de Quintin à Corlay et inscrite au titre des monuments historiques par arrêté du 22 mars 1930[39].

Autres monuments
- l'église paroissiale Notre-Dame-et-Sainte-Philomène : son porche et sa chapelle nord datent du XVIe siècle et le maître-autel du XVIIe siècle ; mais le reste de l'église date de la restauration effectuée après l'incendie de 1764.

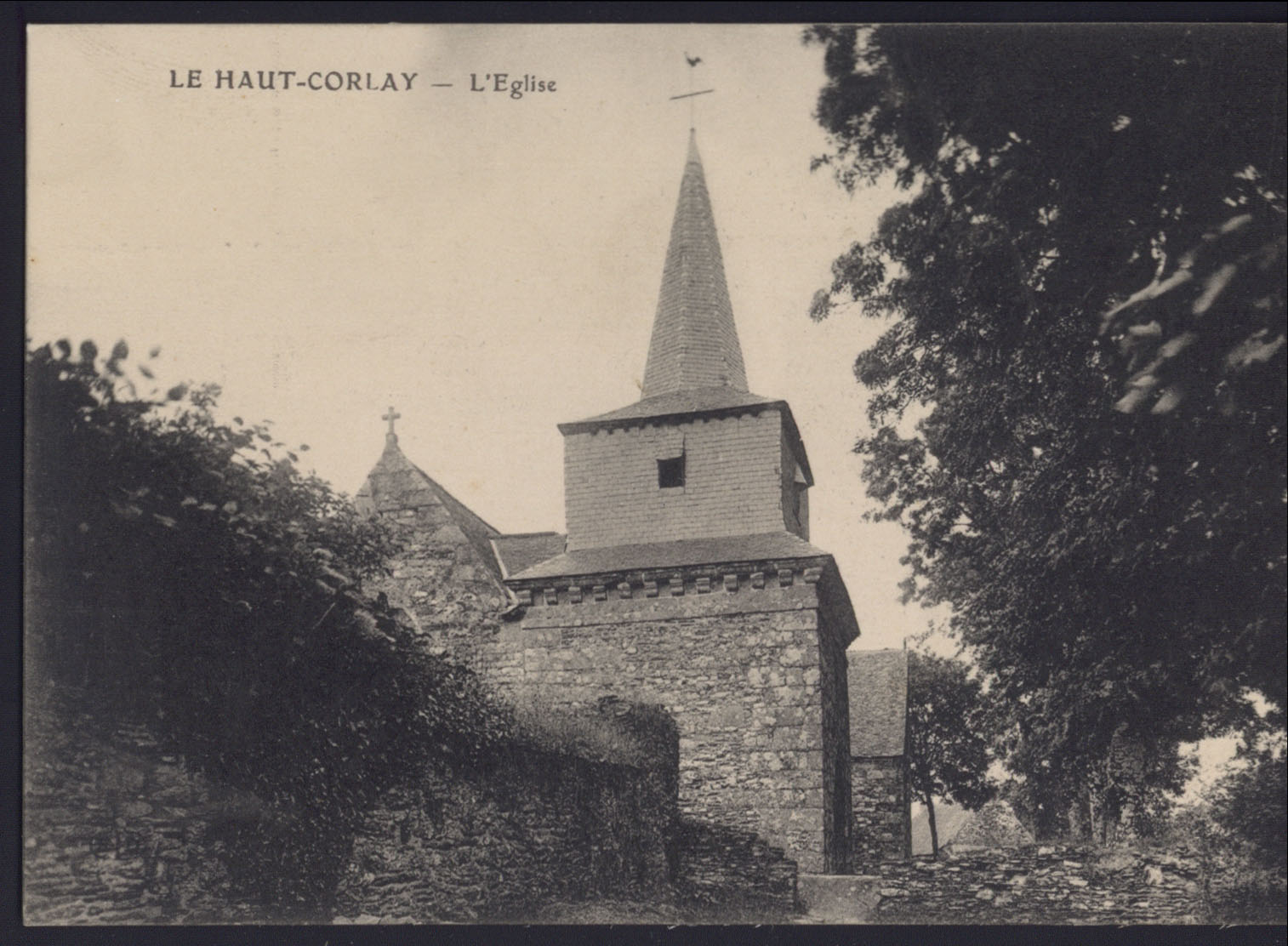
L'église Notre-Dame-et-Sainte-Philomène : vue extérieure d'ensemble (début XXe siècle).

- la chapelle Saint-Maudez ou chapelle de la Croix (car située dans le village portant ce nom) ; elle a servi les siècles passés de lieu d'inhumation pour la famille Bocozel et abrite une statue de saint Maudez datant du XVIIIe siècle.
- la chapelle Sainte-Geneviève de Kergolio (dite aussi chapelle Sainte-Marguerite) : elle a été reconstruite en 1782 par les seigneurs du Boisberthelot (en Canihuel et restaurée en 1937 par la famille du Bouilly du Fretay. Un pardon y était organisé.

### Événements culturels
- Fest-noz de Coat-Favan organisé chaque année par l’Association des Jeunes du Haut-Corlay sur le site de Botcozel.

### Hippisme
L'équipôle de Corlay, situé en fait sur les communes du Haut-Corlay et Canihuel, est un complexe équestre, créé par l'agrandissement de l'hippodrome préexistant, nommé « Le Petit Paris ». Il accueille des courses hippiques et des épreuves de sports équestre, notamment d'endurance.

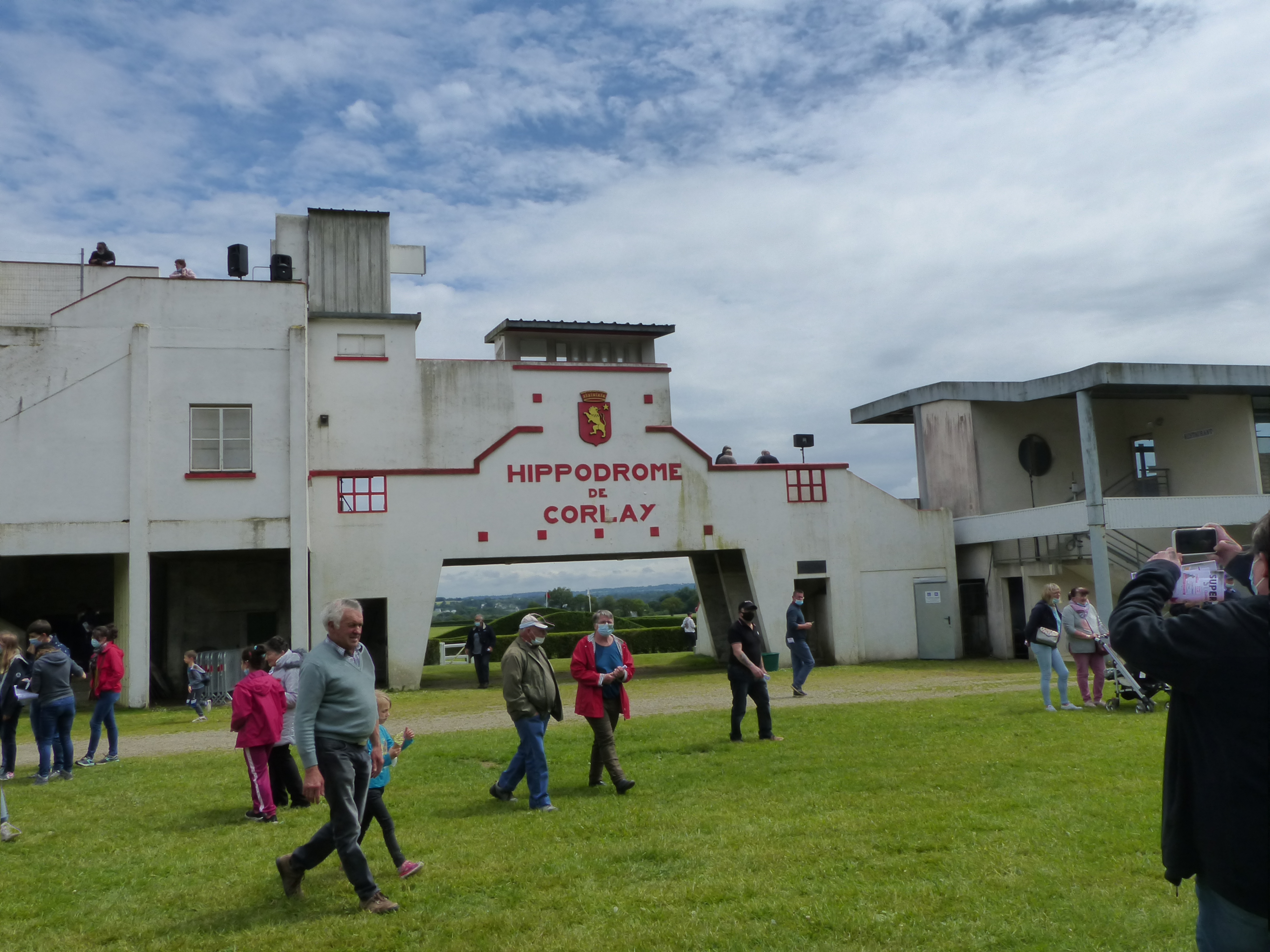
L'équipôle de Corlay.

### Personnalités liées à la commune
- Arthur Charles (1919-2013), homme politique, né dans la commune.